# Werner Magnusson
Werner Magnusson (* 10. Oktober 1890 in Örgryte, Göteborg; † 13. März 1966 in Härlanda, Göteborg) war ein schwedischer Langstreckenläufer.
Bei den Olympischen Spielen 1920 in Antwerpen kam er im Crosslauf auf den 13. Platz und schied über 10.000 m im Vorlauf aus.
1919 und 1921 wurde er Schwedischer Meister im 20-km-Straßenlauf. Seine persönliche Bestzeit über 10.000 m von 32:51,4 min stellte er am 4. August 1918 in Göteborg auf. 